# Día Escolar de la No Violencia y la Paz
El Día Escolar de la No-violencia y la Paz  —también conocido como DENIP (acrónimo, del catalán - balear : Dia Escolar de la No-violència i la Pau), Día Escolar de la Paz o como DENYP (acrónimo del castellano: Día Escolar de la No-violencia y la Paz)— es una jornada educativa no gubernamental fundada en España en 1964 por el poeta y pacifista mallorquín Llorenç Vidal como punto de partida y de apoyo para una educación no-violenta y pacificadora de carácter permanente y se practica el 30 de enero de cada año, en el aniversario de la muerte de Mahatma Gandhi. En los países en los que el 30 de enero coincide con periodo de vacaciones se puede practicar el 30 de marzo o alguno de los días próximos.
Giuseppe Lanza del Vasto, discípulo directo del Mahatma Gandhi y fundador de las Comunidades del Arca, en una entrevista concedida en Sevilla (1976) dijo: "Sea así en todas vuestras escuelas. Estableced un día dedicado a la No violencia".
Cuando en 1998 la ONU proclamó el Decenio Internacional para una Cultura de la Paz (2001-2010) el DENIP llevaba ya 36 años practicándose en centros educativos de los distintos niveles de todo el mundo.
Hermanos de las estrellas, letra de Llorenç Vidal y música de Andreu Bennàssar, es el himno del DENIP. Existen, entre otros idiomas, una versión catalana-balear del mismo autor, una en euskera realizada por Martín Goenaga Irastorza, una en interlingua hecha por Waldson Pinheiro y una en galaico-portugués por Sergio Rivas Insua.
El "Día Escolar de la No-violencia y la Paz" (DENIP), que es difundido internacionalmente, es una actividad pedagógica que puede ser aplicada por centros educativos de los distintos niveles, profesores y estudiantes de todas las creencias e ideologías que respeten los derechos humanos.